# Eladio Vélez
Eladio Vélez (Itagüí, 22 de septiembre de 1897- Medellín, 23 de julio de 1967) fue un pintor colombiano.
Inició sus estudios en Bellas Artes, y luego viajó en 1927 a Italia y Francia para perfeccionarlos. Regresó a Medellín (Antioquia) en 1931 para dirigir el Instituto de Bellas Artes de esa ciudad en 1932. Fue invitado a participar en la Bienal de Madrid en 1952, y realizó su última exposición individual en el Museo de Zea, hoy Museo de Antioquia. Su obra se encuentra en colecciones privadas en lugares específicos como el Museo de Antioquia y la Escuela de Arte Eladio Vélez de la Sociedad de Mejoras Públicas de Itagüí, que le rinde homenaje.
Sus obras acogen una temática en ocasiones considerada intrascendente: los paisajes rurales, las calles de la ciudad, la vida cotidiana, en los cuales despliega su técnica realista que valora el color, la plástica, el trazo cuidado en el óleo y la acuarela, técnica con la que fundó con su amigo Pedro Nel Gómez, la Escuela de Acuarelistas Antioqueños.